# Idiocerus ustulatus
Idiocerus ustulatus är en insektsart. Idiocerus ustulatus ingår i släktet Idiocerus och familjen dvärgstritar. Utöver nominatformen finns också underarten I. u. salicetorum.